# Димитрије Караџић
Димитрије Караџић (Беч, 12. јул 1836. — Санкт Петербург, 21. новембар 1883) је био српски официр, професор Војне академије, син Вука Караџића и Бечлијке Ане Марије Краус.

## Биографија
Рођен је у Бечу као син Вука Караџића и Ане Краус 1836. године. Од многобројне њихове деце, само су Мина и Димитрије остали у животу док су сви остали умрли у детињству или раној младости. Мина и Димитрије су били рођени истог дана 12. јула - 1828. и 1836. године.
Био је кадет Инжењерске академије у Клостербруку (данашњи град Знојмо у Чешкој). Школовао се на војним академијама у Аустрији, Немачкој и Холандији. Био је стипендиста Министарства просвете Србије у периоду 1850-1855. „Новине србске“ су у броју 25. од 3/15. марта 1855. године донеле вест да је кнез Александар Карађорђевић својим указом од 23. фебруара произвео Димитрија Караџића, који се налазио у аустријској Академији у Клостербруку, у чин потпоручника. Одлуком Владе Србије послат је у Берлин ради усавршавања у војним наукама, а затим 1857. одлази у Антверпен да би изучио грађење утврђења.
У јесен 1858. је дошао у Београд и добио чин капетана друге класе. Одао се коцки и пијанству и убрзо упао у дугове из којих га је отац извлачио. Добио је прекор и од кнеза Михаила Обреновића који је о свему томе званично обавестио Вука Караџића, и опоменуо га да успостави контролу над Димитријем. Вук га је тада узео у заштиту и Димитрије се привремено смирио. Добијао је писма од своје сестре Мине, велики део књиге „Писма Мине Караџић Вукомановић“ (Београд 1997. године,  978-86-09-00511-4) управо чине писма Димитрију.
Лагатор (на турском, означава "легло змија") је био посед од 70 јутара који је купио Вук Караџић 1857. године на лицитацији за 1000 дуката и један цванцик. То је добио на поклон од кнеза Милоша „да остане његовом потомству као завештање“. После Вукове смрти 1864. године, његов син Димитрије је објавио намеру да прода Лагатор, и позвао евентуалне купце да се јаве. После продаје тог имања купио је једну кућу у Београду, а све остало потрошио. Поново се одао алкохолу и коцки и једном пао са коња у пијаном стању и повредио се.
Када је поново упао у дугове и веома срозао свој углед, одузета му је професура на Војној академији 1865. године и стављен је на располагање министру војске. Више се није могао задржати у српској војсци и отишао је у Русију. У Петрограду је служио као официр, као добровољац је учествовао у српско-турским ратовима 1876-78. После тога се поново вратио у Русију, где је и умро од туберкулозе 21. новембра 1883. године. Ствари су му продате на лицитацији за износ од око 200 рубаља. О томе је његова сестра Мина у Бечу обавештена писмом, добила је новац али није познато где је сахрањен.